# Армянские шашки
Армянские шашки или Тама (арм. տամա; [tɑˈmɑ]) — армянская национальная игра, одна из разновидностей игры в шашки, характерной особенностью которой, в отличие от большинства вариантов шашек, является то, что ходы и взятия шашками делаются не по диагоналям, а по вертикалям и горизонталям.

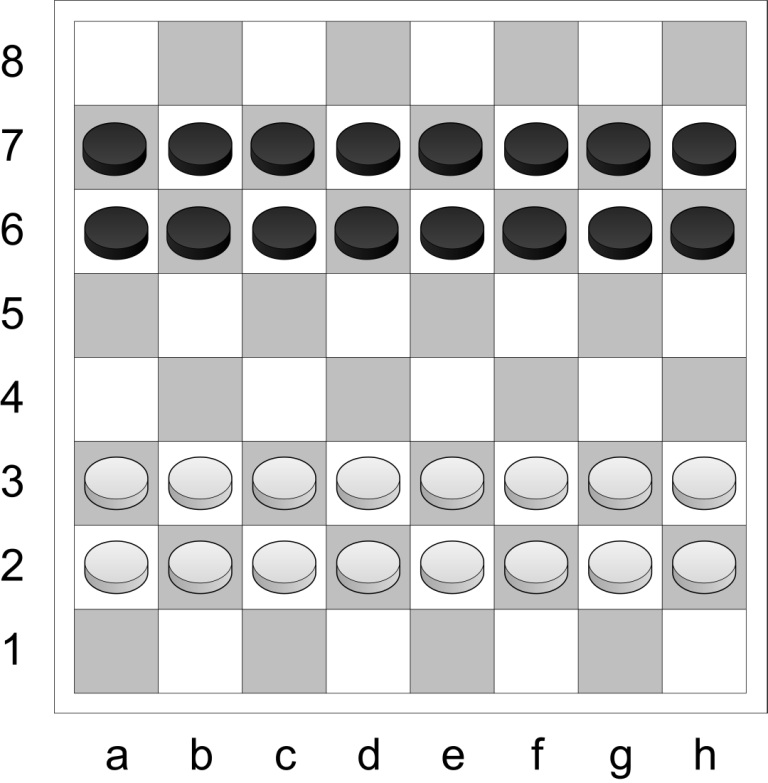
Армянские шашки на шахматной доске

## История возникновения
В Армении постоянно проходят чемпионаты и первенства городов и районов по игре в тама. У армян также существует настольная игра Волчья тама.

## Правила

### Доска и начальная расстановка
Для игры в армянские шашки используется прямоугольная доска размером 8×8 клеток, квадрат, разделённый на 64 клетки. Например, шашечная. Цвета клеток не имеют значения. Шашки расставляются на второй и третьей от игрока горизонталях располагают, по 16 камней у каждого игрока (2 ряда по 8 шашек в ряд), в каждой клетке по одной шашке. Камни противников отличаются расцветкой. При этом первая от игрока горизонталь остаётся свободной.

### Правила ходов
- Простая шашка ходит на одно поле вперёд (прямо или по диагонали), влево или вправо.
- Тама (Дамка) ходит на любое количество пустых полей по вертикали, горизонтали или диагонали в любом из восьми направлений. Ставить тама сейчас же за взятым камнем не обязательно. Её можно ставить на любой квадрат данной линии. Если создаётся возможность взять шашку противника, игрок обязан взять её[3].

### Правила взятия шашек соперника
- Если у игрока при его ходе есть возможность взятия (боя) шашек противника, он обязан бить. Бой возможен только тогда, когда поле за шашкой противника свободно. Если с новой позиции шашки, побившей шашку противника, можно бить дальше, бой продолжается (за один ход можно побить несколько шашек противника).
- Если есть несколько вариантов боя, игрок обязан выбрать тот, при котором берётся наибольшее количество шашек противника. Это относится к взятию и шашками, и дамками.
- Если есть несколько вариантов боя с равным количеством взятых шашек, игрок вправе выбрать любой из них.
- Простая шашка бьёт шашку противника, стоящую спереди, справа или слева (бить назад запрещено), перескакивая через неё на следующее поле по вертикали или горизонтали.
- Тама (Дамка) бьёт шашки противника, стоящие от неё через любое количество пустых клеток спереди, сзади, справа и слева, если следующее за шашкой поле свободно. Как и простая шашка, дамка может за один ход побить несколько шашек противника.
- При сложном взятии, то есть при взятии нескольких шашек за один ход, каждую побитую шашку противника принято переворачивать сразу по ходу взятия. Это делается для того, чтобы не перескакивать дважды за один ход через одну и ту же шашку.

### Превращение в дамку
- Простая шашка, вступившая на восьмую горизонталь, становится дамкой.
- Если простая шашка достигает последней горизонтали при взятии, то она может этим же ходом продолжать бой, но уже как дамка.

### Завершение игры и определение победителя
- Выигрывает тот, кто смог уничтожить все шашки противника, либо лишить их возможности хода («запереть»).
- Возможна ничья по соглашению игроков (если у противников останется по одному камню).